# George P. Shultz
Pour les articles homonymes, voir Shultz.
George Pratt Shultz, né le 13 décembre 1920 à New York et mort le 6 février 2021 à Standford, est un homme politique et homme d'affaires américain. Membre du Parti républicain, il est secrétaire au Travail entre 1969 et 1970 et secrétaire au Trésor entre 1972 et 1974 dans l'administration du président Richard Nixon puis secrétaire d'État entre 1982 et 1989 dans celle du président Ronald Reagan. Il est également directeur de Bechtel et a fait partie du conseil d'administration de Theranos.

## Biographie

### Études et carrière professionnelle
Diplômé en économie de l'université de Princeton en 1942, George Shultz rejoint alors jusqu'en 1945 le Corps des Marines où il atteindra le grade de capitaine. il participe à la bataille de Peleliu en tant qu'officier d'artillerie.
En 1949, il sort diplômé du Massachusetts Institute of Technology de Boston où il enseigne jusqu'en 1957 à l'exception de l'année 1955, où il est membre du Conseil économique du président Dwight D. Eisenhower.
En 1957, il part enseigner à la Business School (Chicago Booth) de l'université de Chicago.

### Carrière gouvernementale

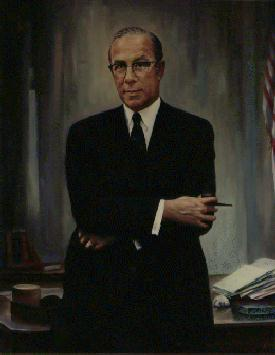
Portrait de George Shultz, secrétaire au Travail.

Durant sa carrière politique George Shultz occupa plusieurs fonctions gouvernementales de premier rang sous l'administration Nixon. Ainsi, de 1969 à 1970, il fut le secrétaire au Travail du président Richard Nixon. De 1970 à 1972, il devient son directeur du Budget, et de mai 1972 à mai 1974, son secrétaire au Trésor.
En 1974, il quitte le gouvernement peu avant la chute de Nixon pour devenir le président du groupe Bechtel. Il devient aussi sherpa du successeur de Nixon, Gerald Ford, notamment pour le Sommet du G7 de 1976, à Porto Rico, réunissant des « pays très inquiets de la crise » monétaire avec la chute accélérée de la livre sterling, enrayée au bord du gouffre", un consensus se dégageant à Porto Rico pour que l'activité industrielle soit freinée, à l'initiative des Américains, avec l'adoption de mesures d'austérité budgétaire pour faire face à la très forte inflation de l'année 1975 et du début de 1976. 
Le 16 juillet 1982, le président Ronald Reagan en fait le soixantième secrétaire d'État, poste qu'il occupe jusqu'à la fin du second mandat de Ronald Reagan. Républicain modéré, il succède à un faucon, Alexander Haig.
Il entrera souvent en conflit avec les membres les plus durs et les plus conservateurs de l'administration républicaine. Il sera néanmoins un des principaux avocats de l'invasion du Nicaragua en 1983 et un opposant aux négociations avec le régime de Daniel Ortega.
Il gèrera également les relations extérieures des États-Unis avec quatre différents dirigeants soviétiques (Léonid Brejnev, Iouri Andropov, Konstantin Tchernenko et Mikhaïl Gorbatchev).
Le 8 août 1988, il échappe à une tentative d'assassinat lors d'une visite officielle à La Paz (Bolivie),. Une bombe à la dynamite avait été placée à proximité du lieu de passage de son cortège. Johnny Justino Peralta Espinoza, le líder maximo du Forces armées de libération Zarate Willka (en) revendiquera l'attentat manqué.
George Shultz quitte le gouvernement le 20 janvier 1989 après la prestation de serment de George H. W. Bush. Il soutient la guerre d'Irak de 1990-1991. Stratège du Parti républicain, il sera l'un des principaux recruteurs et conseiller de George W. Bush pour sa candidature à l'élection présidentielle de 2000. Il a été par la suite administrateur de Theranos.
Il est membre de la Hoover Institution, de l’American Enterprise Institute New Atlantic Initiative, du Committee for the Liberation of Iraq et du Committee on the Present Danger.

## Climate Leadership Council
Shultz dirige le Climate Leadership Council avec James Baker et Henry Paulson en faveur d'une taxe carbone.

### Décorations
- Médaille présidentielle de la Liberté (19 janvier 1989).
- Seoul Peace Prize (1992).
- Eisenhower Medal for Leadership (2001).

### Citation
« La négociation est un euphémisme pour capitulation si l'ombre de la puissance n'est pas projetée sur la table des négociations. » (« Negotiations are a euphemism for capitulation if the shadow of power is not cast across the bargaining table »)[réf. nécessaire].
- George Shultz à propos d'éventuelles négociations avec le gouvernement de Daniel Ortega.